# Asociación de Fútbol de Lesoto
La Asociación de Fútbol de Lesoto (LEFA), (en inglés Lesotho Football Association) es el ente que rige al fútbol en Lesoto. Fue fundada en 1932 y afiliada a la FIFA en 1964. Es un miembro de la Confederación Africana de Fútbol (CAF) y está a cargo de la Selección de fútbol de Lesoto y todas las categorías inferiores.